# Phytoptipalpus xianensis
Phytoptipalpus xianensis är en spindeldjursart som beskrevs av Ma och Yuan 1981. Phytoptipalpus xianensis ingår i släktet Phytoptipalpus och familjen Tenuipalpidae. Inga underarter finns listade i Catalogue of Life.